# Turks Fruit
Turks Fruit é um filme de drama holandês de 1973 dirigido e escrito por Paul Verhoeven. Foi indicado ao Oscar de melhor filme estrangeiro na edição de 1974, representando a Holanda.

## Elenco
- Monique van de Ven - Olga Stapels
- Rutger Hauer - Eric Vonk
- Tonny Huurdeman - mãe de Olga
- Wim van den Brink - pai de Olga
- Hans Boskamp - gerente
- Dolf de Vries - Paul
- Manfred de Graaf - Henny